# Verrières (Viena)
Verrières és un municipi francès situat al departament de la Viena i a la regió de la Nova Aquitània. L'any 2007 tenia 868 habitants.

## Demografia

### Població
El 2007 la població de fet de Verrières era de 868 persones. Hi havia 348 famílies de les quals 98 eren unipersonals (51 homes vivint sols i 47 dones vivint soles), 119 parelles sense fills, 123 parelles amb fills i 8 famílies monoparentals amb fills.
La població ha evolucionat segons el següent gràfic:
Habitants censats

### Habitatges
El 2007 hi havia 427 habitatges, 351 eren l'habitatge principal de la família, 39 eren segones residències i 37 estaven desocupats. 415 eren cases i 11 eren apartaments. Dels 351 habitatges principals, 265 estaven ocupats pels seus propietaris, 80 estaven llogats i ocupats pels llogaters i 6 estaven cedits a títol gratuït; 19 tenien dues cambres, 45 en tenien tres, 103 en tenien quatre i 185 en tenien cinc o més. 280 habitatges disposaven pel capbaix d'una plaça de pàrquing. A 151 habitatges hi havia un automòbil i a 168 n'hi havia dos o més.

### Piràmide de població
La piràmide de població per edats i sexe el 2009 era:
| Homes | Edats   | Dones |
| ----- | ------- | ----- |
| 0     | 95 o +  | 0     |
| 0     | 90 a 94 | 4     |
| 0     | 85 a 89 | 20    |
| 16    | 80 a 84 | 8     |
| 12    | 75 a 79 | 28    |
| 28    | 70 a 74 | 16    |
| 20    | 65 a 69 | 16    |
| 12    | 60 a 64 | 36    |
| 20    | 55 a 59 | 12    |
| 20    | 50 a 54 | 16    |
| 12    | 45 a 49 | 20    |
| 36    | 40 a 44 | 32    |
| 52    | 35 a 39 | 40    |
| 16    | 30 a 34 | 16    |
| 24    | 25 a 29 | 28    |
| 24    | 20 a 24 | 4     |
| 20    | 15 a 19 | 24    |
| 36    | 10 a 14 | 20    |
| 36    | 5 a 9   | 28    |
| 12    | 0 a 4   | 28    |

## Economia
El 2007 la població en edat de treballar era de 527 persones, 401 eren actives i 126 eren inactives. De les 401 persones actives 375 estaven ocupades (199 homes i 176 dones) i 26 estaven aturades (7 homes i 19 dones). De les 126 persones inactives 49 estaven jubilades, 36 estaven estudiant i 41 estaven classificades com a «altres inactius».

### Ingressos
El 2009 a Verrières hi havia 383 unitats fiscals que integraven 912,5 persones, la mediana anual d'ingressos fiscals per persona era de 17.886 €.

### Activitats econòmiques
Dels 49 establiments que hi havia el 2007, 2 eren d'empreses alimentàries, 1 d'una empresa de fabricació de material elèctric, 2 d'empreses de fabricació d'altres productes industrials, 7 d'empreses de construcció, 7 d'empreses de comerç i reparació d'automòbils, 2 d'empreses de transport, 5 d'empreses d'hostatgeria i restauració, 2 d'empreses financeres, 1 d'una empresa immobiliària, 6 d'empreses de serveis, 9 d'entitats de l'administració pública i 5 d'empreses classificades com a «altres activitats de serveis».
Dels 17 establiments de servei als particulars que hi havia el 2009, 1 era una oficina de correu, 1 una oficina bancària, 2 tallers de reparació d'automòbils i de material agrícola, 2 paletes, 2 guixaires pintors, 2 lampisteries, 1 electricista, 1 perruqueria, 3 veterinaris i 2 restaurants.
Dels 4 establiments comercials que hi havia el 2009, 1 era una botiga de menys de 120 m², 2 fleques i 1 una carnisseria.
L'any 2000 a Verrières hi havia 26 explotacions agrícoles que ocupaven un total de 1.430 hectàrees.

## Equipaments sanitaris i escolars
L'únic equipament sanitari que hi havia el 2009 era una farmàcia.
El 2009 hi havia una escola elemental.

## Poblacions més properes
El següent diagrama mostra les poblacions més properes.